# Batuan Kaler
Batuan Kaler is een bestuurslaag in het regentschap Gianyar van de provincie Bali, Indonesië. Batuan Kaler telt 3566 inwoners (volkstelling 2010).